# François Tracanelli
François Tracanelli, dit Traca, est un athlète français d'ascendance italienne, né le 4 février 1951 à Udine, spécialiste du saut à la perche.
Il est l'un des premiers membres reconnus de l'École de la perche française de Maurice Houvion et Jean-Claude Perrin, dans les années 1970. Il est licencié à l'ES Viry-Châtillon, et participe aux Jeux olympiques de 1972 et 1976.
En 1975, il est « les jambes » de l'une des émissions en soirée de la reprise télévisée de La Tête et les Jambes, animée par Pierre Bellemare et due à Jacques Antoine.

## Palmarès
- Champion du monde universitaire en 1973 et 1975
- Champion d'Europe en salle en 1970
- Champion d'Europe junior en 1970
- Champion de France en 1969, 1974 et 1976
- Champion de France en salle en 1978
- Médaille de bronze aux championnats du monde universitaires en 1970
- 3e à la Coupe d'Europe des nations d'athlétisme en 1970
- Finaliste aux Jeux olympiques de 1972

## Records
- Recordman du monde junior et de France avec 5,40 m, en 1970
- Recordman de France à 3 reprises, en 1970, 1973 (5,42 m), et 1977 avec 5,50 m

## Distinctions
- Lauréat du Prix François Lafon du meilleur jeune espoir sportif français, par l'Académie des sports en 1969.